# カノプス勅令
カノプス勅令(Decree of Canopus)は、二つの言語、三つの文字からなる碑文である。つまり三つの文字、ヒエログリフ、デモティック、ギリシア文字で、古代エジプトの記念碑であるカノプス・ストーンに著されている。この碑文はファラオであるプトレマイオス3世エウエルゲテスやその妻ベレニケ2世、娘のアルシノエ3世を称えるエジプトの司祭によって紀元前238年3月7日に発布された勅令をその内容としている。

## ヒエログリフ解読の鍵
これはいわば「ロゼッタ・ストーンもの」に連なる多言語による碑文のなかでも最も古いもので、二番目がプトレマイオス4世を称えるメンフィス勅令であり、最後になる三番目が紀元前196年にプトレマイオス5世を称えたロゼッタ・ストーンのメンフィス勅令である。ロゼッタ・ストーンよりはるかに多く、多彩なヒエログラフで書かれているため、カノプス・ストーンはこの古代の文字を解読する上で決定的な史料となった。この石柱には二つの複製品が存在し、それぞれ行の幅が異なる。

## 碑文の内容
碑文で触れられているテーマには、プトレマイオス朝エジプトの軍事行動や飢饉の救済、民衆の信仰や行政組織といったものがある。また王による神殿への寄付やアピスやムネウィスといったギリシャ・ローマ世界でたいへんな人気を博した神の崇拝、カンビュセス2世に持ち出された聖なる像の返却についても述べている。さらに碑文は平定作戦によって土地のエジプト人の反乱を鎮めた王の業績を褒め称え、低地が浸水したこの一年は税が免除され、外国から穀物の輸入が行われたことを読者に思い起こさせる。また古代の人々が知るうち最も正確な太陽暦が採られており、一年を365日と4分の1日としている。亡くなった王妃ベレニケが女神であることを宣言し、その崇拝を行い男女を問わず祭式を執らせ、特別なパンも供されることが書かれている。そして最後に、この勅令をヒエログリフとギリシア語の二つの言葉で岩か銅に刻み、神殿でひろく公開することを命じている。

## 暦の改訂
伝統的なエジプトの暦は一年が365日だった。つまり30日ごとの月が12あり、「挿入日」として5日がさらにあったが、暦が改訂されたことで、新年の祝いとして4年ごとにもう1日が挿入されることになった。理由として碑文にはこうある。「4年に1度ずつソティスが昇るのが早まるためである」。このため年始をシリウスの旦出にあわせて暦を季節に同期させるのだ。
プトレマイオス朝時代には暦の改訂は失敗するが、ついに紀元前26-25年、アウグストゥスによってこの暦はエジプトで正式に運用された。いまではアレクサンドリア暦と呼ばれているもので、紀元前22年8月29日に初めて6日目が挿入された。ローマのカエサルはそれに先立つ紀元前45年にユリウス暦への移行の一環として一年を365日と4分の1日としている。